# Chris Porter (basket-ball)
Pour les articles homonymes, voir Chris Porter et Porter.
Chris Porter, né le 9 mai 1978 à Abbeville en Alabama, est un joueur américain de basket-ball ayant évolué aux postes d'ailier et d'ailier fort.